# Przybysława
Przybysława – staropolskie imię żeńskie, złożone z członów Przyby- ("przybyć, przybywać") oraz -sława ("sława"). Mogło oznaczać "ta, która przynosi sławę". W źródłach poświadczone w XII wieku (1168 rok).
Męski odpowiednik: Przybysław
Przybysława imieniny obchodzi 12 grudnia, jako wspomnienie bł. Przybysławy, siostry św. Wacława.
Osoby noszące to imię:
- księżna Przybysława – księżniczka włodzimiersko-wołyńska (XII wiek)